# نیکایا
شهر نیکایا در استان آتیک در کشور یونان واقع شده‌است که دارای جمعیت ۹۴٬۶۰۸ نفر می‌باشد.